# Zala Zazai
Zala Zazai (nascida em 1999, no Afeganistão) é uma agente de polícia afegã, que teve de fugir do país em 2021, por causa do regresso do talibã ao poder.

## Biografia
Zala Zazai foi a primeira mulher subdiretora do Departamento de Investigação Criminosa da província de Khost, no Afeganistão. Zala formou-se na academia de polícia da Turquia, onde obteve as melhores qualificações. Ela era a única mulher oficial entre 500 policiais em formação. Zala foi intimidada pelos colegas por ser mulher. Nas redes sociais, a chamaram de prostituta e ela recebeu comentários depreciosos.
Em 2021, Zala Zazai teve que fugir do Afeganistão depois do retorno do talibã ao poder. Ela expressou publicamente que temia pela segurança do resto de mulheres policiais que tiveram que ficar no país, que ao todo eram aproximadamente 4.000.

## Reconhecimento
Em 2021, Zala Zazai foi indicada pela BBC como uma das 100 mulheres mais inspiradoras do mundo.